# Reza Haghighi
Reza Haghighi Shandiz est un footballeur iranien né le 1er février 1989 à Mashhad. Il évolue au poste de milieu de terrain. 

## Carrière
- 2006-2009 : Payam Mashhad FC
- 2009-nov. 2012 : Fajr-Sepasi Chiraz
- nov. 2012-déc. 2014 : Persépolis
- depuis jan. 2015 : Padideh[1]

## Palmarès
Reza Haghighi est vice-champion d'Iran en 2014 avec Persépolis, il est également finaliste de la Coupe d'Iran en 2013.